# Vaartbroek
Vaartbroek is een buurt gelegen in Woensel-Noord dat een stadsdeel is van Eindhoven en maakt deel uit van de wijk Dommelbeemd. Op 1 januari 2023 telde de buurt 5.310 inwoners, verdeeld over 2.498 woningen, met een gemiddelde WOZ-waarde van € 309.000, op een oppervlakte van 1,01 km². 
In Vaartbroek is een wijkwinkelcentrum met meer dan 25 winkels gevestigd. Tevens is er een groot gezondheidscentrum. Dit winkelcentrum vormt niet alleen het hart van de buurt Vaartbroek, maar ook van de wijk Dommelbeemd. Centraal in de buurt ligt het Amandelpark dat in 2007 geheel gerenoveerd is. In dit park zijn meerdere spelvoorzieningen voor kinderen en jeugd en er is een klein dierenpark.
De buurt is opgebouwd in de jaren 60 van de 20e eeuw. In de buurt zijn zowel koop- als huurwoningen aanwezig.
De buurt ligt in de wijk Dommelbeemd, die uit de volgende buurten bestaat:
- Eckart
- Luytelaer
- Vaartbroek
- Heesterakker
- Esp
- Bokt